# Ferdinand Ashmall
Ferdinand Ashmall, né le 9 janvier 1695 et mort le 5 février 1798, est un prêtre catholique anglais et un célèbre centenaire britannique. Jusqu'en 1832, il eut la plus grande longévité attestée.

## Sources
1. ↑  (en) Julia Hynes, « The Oldest Old in Pre-Industrial Britain:Centenarians before 1800 - Fact or Fiction? » (consulté le 10 janvier 2012)
2. ↑  (en) « Oldest validated centenarian by year », Gerontology Research Group (consulté le 10 janvier 2012)